# Vija Celmins
Vija Celmins (n. 25 octombrie 1938, Riga, Interwar Latvia⁠(d)) este o artistă leton-americană cel mai bine cunoscută pentru picturile foto-realiste și desene inspirate din natură și fenomene naturale precum oceanul, păianjenul, cerul înstelat și stâncile.    Lucrarea ei anterioară a inclus sculpturi pop și picturi reprezentative monocromatice. Cu reședința în New York City , ea a fost subiectul a peste 40 de expoziții solo începând din 1965 și retrospective importante la Muzeul de Artă Modernă , Muzeul de Artă Americană din Whitney , Muzeul de Artă al Județului Los Angeles, Muzeul de Artă Modernă din San Francisco, Institutul de Arte Contemporane , Londra și Centrul Pompidou, Paris. 